# دوراة بهرام بيغي (باتاوة)
دوراة بهرام بيغي (بالفارسية: دوراه بهرام بیگی) هي قرية تقع في إيران في قسم باتاوة الريفي. يقدر عدد سكانها بـ 37 نسمة بحسب إحصاء 2016.